# Inundacions del País Basc de 1983
A finals d'agost de 1983 es van produir greus inundacions al País Basc. L'aigua va arrasar 101 municipis bascos, sent els més afectats Bilbao i la vall del Nerbion en Biscaia, i Laudio i la vall d'Aiara a Àlaba. En total va haver-hi 39 morts i 8 desapareguts i els danys econòmics van assolir els 200.000 milions de pessetes (1200 milions d'euros).
Fins al dia d'avui, fou l'esdeveniment que va suposar una major quantia en indemnització pel Consorci de Compensació d'Assegurances a l'estat espanyol, superant al cicló extratropical Klaus (564 milions d'euros) i el terratrèmol de Llorca de 2011 (518 milions d'euros).